# Rafael Carrera
José Rafael Carrera Turcios, född 24 oktober 1814, död 14 april 1865, var en militär och politiker från Guatemala och landets president 1844-1848 och från 1851 fram till sin död, och var President på livstid från 1854.

## Biografi
Rafael Carrera växte upp under fattiga förhållanden i Guatemala City. 1826 tog han värvning i armén och deltog i ett inbördeskrig i landet 1826-1829 på Centralamerikanska federationens sida i vilket federationen besegrade ett uppror lett av den konservativa överklassen. Inledningsvis stödde han federationen men 1830 drabbades han av en personlig tragedi när en grupp soldater ur federationsarmén mördade flera av hans släktingar. Den händelsen skulle för alltid förändra hans syn på federationen. Efter detta svor han att hämnas på federationens dåvarande president Francisco Morazán, som han höll personligen ansvarig för morden. 1835 lämnade han armén och blev svinaherde. 1837 blev han en av ledarna för ett bondeuppror mot Guatemalas liberala delstatsregering där bönderna krävde att Guatemala gick ur Centralamerikanska federationen. Hans engagemang för landets självständighet gjorde honom mycket populär hos såväl folket som hos landets överklass, som ville ha tillbaka de privilegier som de till stora delar förlorat under inbördeskriget 1826-1829. Han fick även starkt stöd av katolska kyrkan.

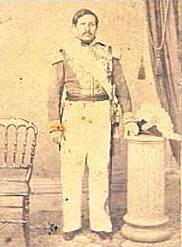
Rafael Carrera

På grund av sin breda popularitet kom han att spela en avgörande roll i Guatemalas utträde ur Centralamerikanska federationen 1839. Under det inbördeskrig som följde under 1840 blev han en framträdande ledare för den konservativa sidan. Senare samma år besegrade han liberalen och den förre federationspresidenten Francisco Morazáns trupper i ett slag vid Guatemala City och denne tvingades dra sig tillbaka från Guatemala. Med ett starkt stöd från i synnerhet katolska kyrkan och Guatemalas konservativa överklass men även från landets mestiser kom han att bli den dominerande personen i Guatemalas politiska liv på 1840-, 1850- och 1860-talet. 
1844 valdes Carrera till Guvernör över Guatemala och 1847 blev han landets förste president. Hans första presidentperiod 1844-1848 präglades av utbrottet av det s.k. Kastkriget i Yucatán i norr mellan mayaindianer och ättlingar till vita europeiska nybyggare, s.k. Yucatecos, samt interna politiska konflikter med liberalerna. Under 1847/48 ökade oroligheterna i landet som ett resultat av kriget i Yucatán och den politiska instabiliteten. Med anledning av den svåra situationen i landet lyckades liberalerna tvinga Carrera att avgå den 21 augusti 1848 och han tvingades i exil till Mexiko. Han återvände dock 1849 för att återta makten. Liberalerna försökte återigen stoppa honom men Carreras popularitet vägde för tungt och 1851 blev han återigen president.
Hans andra presidentperiod kom att präglas av ett mycket auktoritärt och enväldigt styre, men också av en relativ stabilitet i landet. 1854 utropades han till president på livstid med den officiella titeln Nationens högste och evige ledare, en titel han skulle behålla till sin död. 1854 ingick Guatemala på Carreras initiativ ett avtal med Heliga stolen i vilket katolicismens och katolska kyrkans ställning i Guatemala stärktes. Han ingick också ett avtal med Storbritannien 1859 i vilket gränsen mellan Guatemala och Brittiska Honduras (nuvarande Belize) reglerades och erkändes av båda parter. Under resten av sitt liv var han en hårdnackad motståndare till skapandet av en ny Centralamerikansk federation. Han avled på sin post den 14 april 1865.